# Shields
Shields é uma Região censo-designada localizada no Estado americano de Michigan, no Condado de Saginaw.

## Demografia
Segundo o censo americano de 2000, a sua população era de 6590 habitantes.

## Geografia
De acordo com o United States Census Bureau tem uma área de
17,1 km², dos quais 16,9 km² cobertos por terra e 0,2 km² cobertos por água. Shields localiza-se a aproximadamente 182 m acima do nível do mar.

## Localidades na vizinhança
O diagrama seguinte representa as localidades num raio de 16 km ao redor de Shields.